# Самвега
Самвега (пали saṃvega) — буддийский термин, обозначающий чувство шока, смятения и духовного стремления избежать страданий сансары и достичь освобождения. По словам Тханиссаро Бхикку, самвега — это «первая эмоция, которую следует привнести в практику» и её можно определить как: 
Гнетущее чувство шока, тревоги и отчуждения, которые приходят с осознанием тщетности и бессмысленности жизни в том виде, в каком она обычно проживается; настойчивое ощущение собственного самодовольства и глупости, когда мы позволяем себе жить так безрассудно; и тревожное чувство безотлагательности, когда мы пытаемся найти выход из этого бессмысленного круга.
Чувство самвега также связано с развитием энергии (вирья) и правильного усилия, согласно Аттхасалини Буддхагхоши:
Тот, в ком присутствует самвега, прилагает надлежащие усилия, следовательно, у энергии есть самвега, или основное условие создания энергии в качестве непосредственной причины. Правильное усилие следует рассматривать как корень всех достижений.
Есть восемь основ самвеги (пали saṃvega vatthu). Это «рождение, старость, болезнь, смерть, страдание в горестных мирах, круг страданий, уходящих корнями в прошлое, круг страданий, уходящих корнями в будущее, и цикл страданий в поисках пищи в мире в настоящее время». Таким образом, самвегу можно развить, практикуя медитацию на смерть (пали maraṇasati) и медитацию на кладбище, как описано в Сатипаттхана сутте. В Упаджхаттхана-сутте АН 5.57 Будда учил, что каждый (и монахи и домохозяева) должен практиковать пять ежедневных памятований как способ пробудить энергию и самвегу.
Чтобы саавега была эффективным побуждением к практике, она должна сопровождаться другой эмоцией, называемой пасада, «ясностью и безмятежной уверенностью». Пасада — это то, что удерживает самвегу от превращения в нигилистическое отчаяние, взращивая уверенность в том, что есть выход, а именно ниббана.